# Philip Tonge
Philip Ashton Tonge  (* 26. April 1897 in London, England; † 28. Januar 1959 in Hollywood, Kalifornien) war ein britischer Theater- und Filmschauspieler.

## Leben und Karriere
Philip Tonge war der Sohn des Schauspielerehepaares Ashton Tonge (1872–1927) und seiner Frau Lillian (1870–1952). Er stand bereits im Alter von vier Jahren auf Londoner Bühnen und wurde dort zu einem Kinderstar. Tonge spielte unter anderem mit den Theaterstars Henry Irving, Herbert Beerbohm Tree, Ellen Terry und Johnston Forbes-Robertson. Zu seinen Kollegen unter den Kinderdarstellern zählten Hermione Gingold, Mary Glynne, Esmé Wynne-Tyson und Noël Coward. Coward soll seine ersten sexuellen Erfahrungen mit dem zwei Jahre älteren Tonge gemacht haben und zwischen beiden umspannte sich eine lebenslange Freundschaft: Coward besetzte Tonge später noch in zahlreichen seiner Stücke, als er ein berühmter Autor war.
Mit seinen Eltern zog Tonge von England in die Vereinigten Staaten, wo er mit 17 Jahren sein Debüt am Broadway als Thomas Traddles in einer Version von David Copperfield. Eine erfolgreiche, über Jahrzehnte andauernde Theaterkarriere am Broadway mit über 30 Stücken entwickelte sich. Bis 1946 kam er mit dem Filmgeschäft nur bei drei Filmen in Berührung, zwei der Filme entstanden dabei schon in der Jugendzeit. Doch in seinem letzten Lebensjahrzehnt war Tobge regelmäßig auf der Leinwand zu sehen und kam zu über 60 Film- und Fernsehauftritten. Häufig verkörperte Tonge etwas biedere oder langweilige Offiziere, Beamte oder Vorgesetzte. Er spielte unter anderem einen Abteilungsleiter im Kaufhaus im Weihnachtsfilm Das Wunder von Manhattan (1947) sowie den Polizei-Inspektor Hearne in Zeugin der Anklage (1957). Er trat auch im Fernsehen auf, als General in der Fernsehserie Northwest Passage hatte er kurz vor seinem Tod eine wiederkehrende Rolle.
Tonge starb im Januar 1959 im Alter von 61 Jahren in Hollywood, er hinterließ seine Ehefrau Lyda (1902–1984).

## Filmografie (Auswahl)
- 1913: The Still Voice (Kurzfilm)
- 1915: Still Waters
- 1933: His Double Life
- 1947: Das Wunder von Manhattan (Miracle on 34th Street)
- 1947: Love From a Stranger
- 1952: Hans Christian Andersen und die Tänzerin (Hans Christian Andersen)
- 1952: Fünf Perlen (O. Henrys Full House)
- 1953: Skandal um Patsy (Scandal at Scourie)
- 1953: Das Kabinett des Professor Bondi (House of Wax)
- 1953: Small Town Girl
- 1954: Elefantenpfad (Elephant Walk)
- 1954: Verrat am Khyber-Pass (Khyber-Patrol)
- 1954: Spur in den Bergen (Track of the Cat)
- 1954: Der silberne Kelch (The Silver Chalice)
- 1955: Tempel der Versuchung (The Prodigal)
- 1955: Abrechnung in Fort Valeau (Desert Sands)
- 1956: Wo Männer noch Männer sind (Pardners)
- 1957: Die Girls (Les Girls)
- 1957: Zeugin der Anklage (Witness for the Prosecution)
- 1957: Perry Mason (Fernsehserie, Folge 1x04 Der Fall mit der ertrinkenden Ente)
- 1957: 26 Men (Fernsehserie, 2 Folgen)
- 1958: Macabre
- 1958–1959: Northwest Passage (Fernsehserie, 6 Folgen)
- 1958: Von Panzern überrollt (Darby's Rangers)
- 1959: Lassie (Fernsehserie, Folge 5x23 Der Stammbaum)
- 1959: Vater ist der Beste (Father Knows Best, Fernsehserie, Folge 5x26)
- 1959: Invisible Invaders
- 1959: Diese Erde ist mein (This Earth Is Mine)